# النجق
النجق هي قرية في مقاطعة مرند، إيران. عدد سكان هذه القرية هو 1,408 في سنة 2006.